# 122 mm M1910/30
L'obice da 122 mm M1910/30  (in russo: 122-мм гаубица обр. 1910/30 гг.) era un obice campale sovietico, versione modernizzata del 122 mm M1910 risalente alla prima guerra mondiale. Esso era l'obice divisionale più diffuso nell'Armata rossa allo scoppio della Grande Guerra Patriottica e rimase in servizio per tutta la guerra.

## Storia

### Sviluppo e produzione
L'arma era il risultato di una modernizzazione dell'obice da 122 mm M1910 di epoca zarista, sviluppato inizialmente dalla francese Schneider. Il M1910 fu usato dall'Esercito imperiale russo durante la prima guerra mondiale e rimase in servizio anche dopo la Rivoluzione d'ottobre. Alla fine degli anni venti l'Armata Rossa decise di aggiornare e migliorare l'obice. I lavori, effettuati dall'Impianto Perm' nel 1930, includevano:
- allungamento della camera di scoppio di un calibro,
- nuovi organi di mira,
- affusto irrobustito,
- meccanismo di elevazione irrobustito,
- modifiche minori al sistema di rinculo.

L'obice risultante venne adottato come M1910/30. Esistono dati precisi della produzione solo per gli anni dal 1937 al 1941, quando essa venne interrotta. Durante questo periodo l'Impianto Perm' produsse ex novo 3.395 pezzi. A questi si aggiunsero 762 M1910 aggiornati al nuovo standard.
Il M1910/30 era un tipico obice a canna corta, destinato al tiro ad alti angoli di elevazione, da +20° a +45°. I proietti potevano essere lanciati con 6 cariche propellenti progressive (dalla carica N. 1 alla N. 5 e carica piena); quando sparava a carica piena ad elevazioni inferiori a +20°, il pezzo tendeva a ribaltarsi. La bocca da fuoco aveva un otturatore a vite interrotta, un freno di sparo idraulico ed un recuperatore idropneumatico, entrambi montati sotto alla canna. L'affusto a coda unica aveva ruote in legno senza sospensioni, con ridotto brandeggio della culla; nel 1936 alcuni pezzi ricevettero ruote in acciaio con gomme piene.
Le modifiche non risolsero alcuni dei limiti strutturali del vecchio pezzo, quali la limitata velocità di traino sull'assale non ammortizzato, la limitata elevazione ed il limitatissimo brandeggio. La canna corta causava una limitata gittata, minore di quella del corrispondente obice tedesco 10,5 cm leFH 16, con 8,9 km contro 10,7 km. La bassa velocità alla volata ed il ridotto brandeggio rendeva l'arma inutilizzabile contro i mezzi corazzati. Nonostante l'introduzione nel 1943 di una munizione a carica cava, i limiti di cui sopra rendevano molto scarse le possibilità di colpire un piccolo bersaglio in movimento.
D'altro canto, il M1910/30 era robusto ed affidabile, era più leggero del M1938 o del leFH 16 e poteva essere messo in batteria in soli 30-40 secondi. Queste caratteristiche che lo resero molto amato dai militari e, considerando che nel 1930 l'URSS non era pronta per lo sviluppo e la produzione di una moderna artiglieria, questa modernizzazione di vecchi cannoni rappresentò un ragionevole compromesso.

### Organizzazione ed impiego operativo

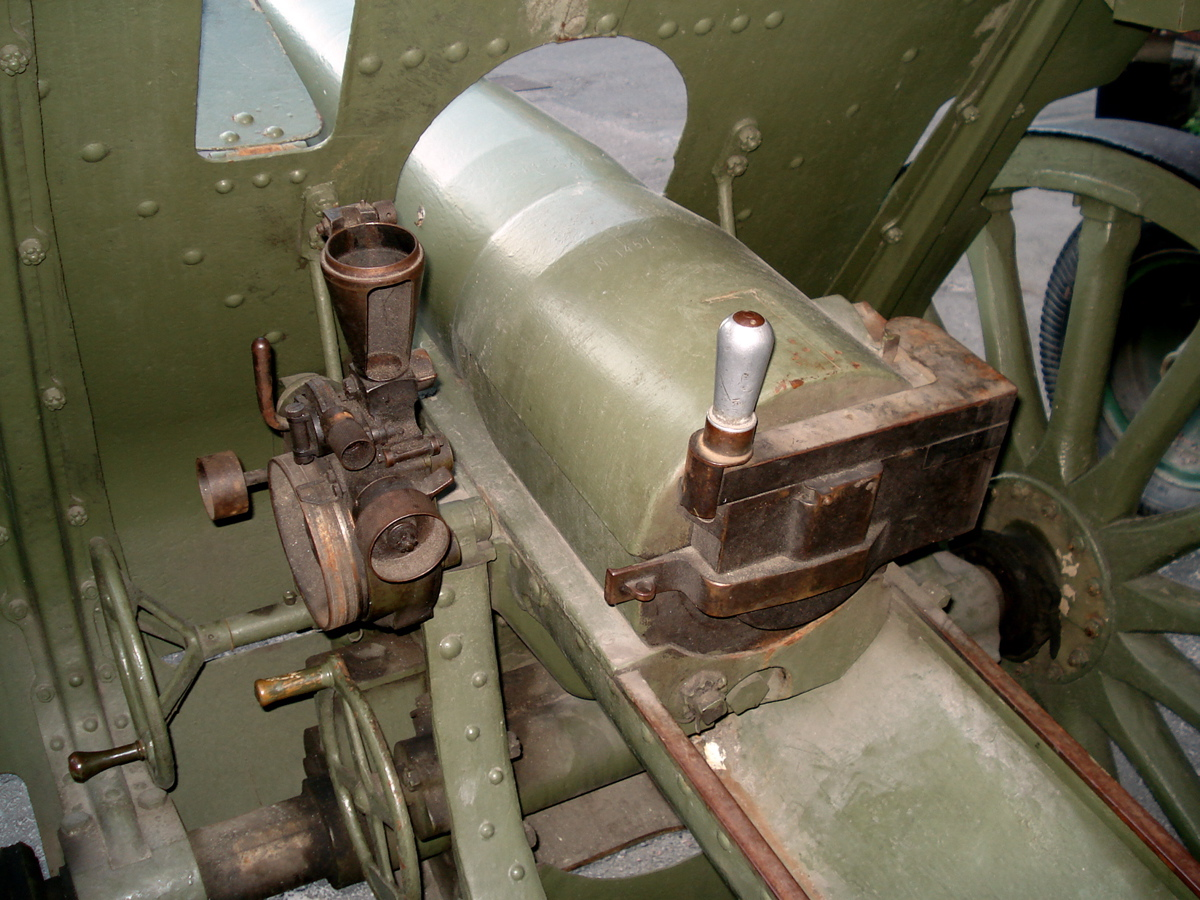
M1910/30 nel Museo militare di Helsinki, Finlandia.

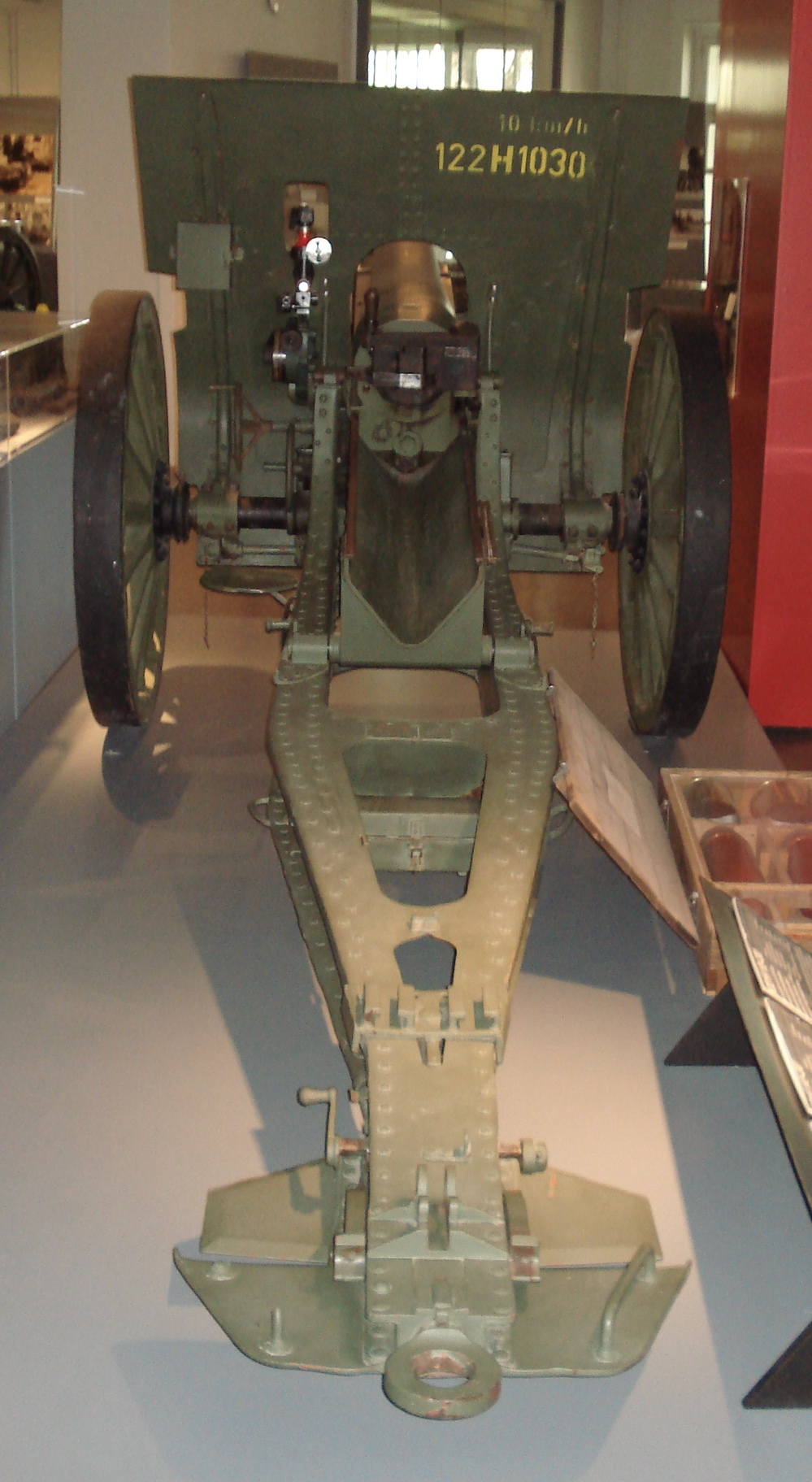
M1910/30 nel Museo militare di Helsinki, Finlandia.

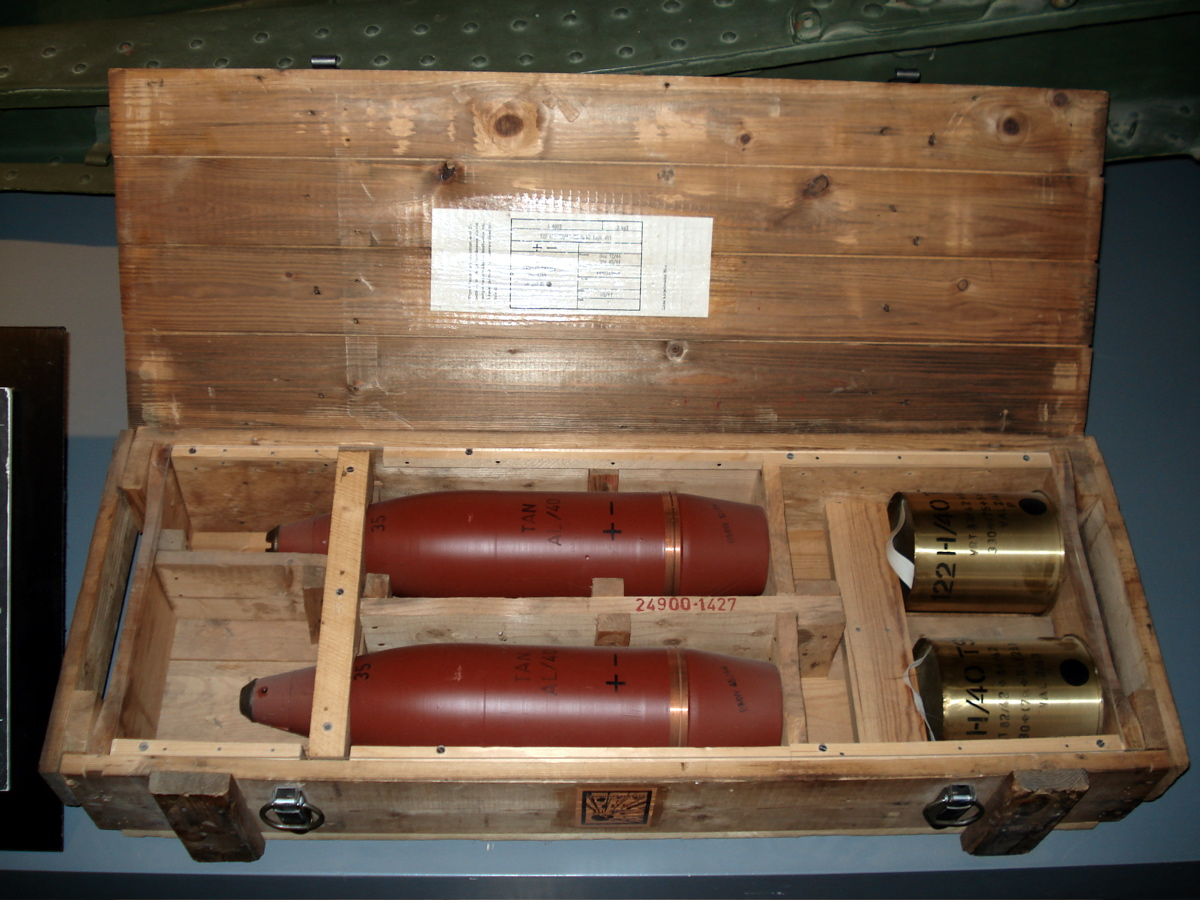
Munizioni per M1910/30.

#### Armata rossa
Nell'Armata Rossa il M1910/30 era l'obice divisionale standard. In accordo con l'organizzazione del 1939, ogni divisione di fucilieri (fanteria) schierava due reggimenti d'artiglieria: il reggimento leggero schierava un battaglione di cannoni da 76,2 mm, due battaglioni misti su una batteria da 76,2 mm e due batterie di obici da 122 mm; il reggimento obici schierava invece un battaglione obici da 122 mm ed un battaglione obici da 152 mm; per un totale di 28 obici da 122 mm per divisione. Nel giugno 1940 venne aggiunto un secondo battaglione obici da 122 mm al reggimento obici, portando il numero totale a 32. Nel giugno 1941 i reggimenti obici vennero rimossi dall'organico divisionale, che così poteva contare su 16 obici. Questa organizzazione venne mantenuta per tutta la guerra, eccetto che nelle divisioni fucilieri della Guardia che da dicembre 1942 ebber tre battaglioni di artiglieria, ognuno su due batterie da 76,2 mm e una batteria di obici da 122 mm, per un totale di 12 obici. Da dicembre 1944 queste divisioni ricevettero un reggimento obici su 5 batterie e 20 obici. Da giugno 1945 tutte le divisioni fucilieri furono riorganizzate sul modello della Guardia.
Le divisioni fucilieri da montagna nel 1939-1940 schieravano un battaglione di obici da 122 mm (3 batterie, 9 obici). Dal 1941 esse ricevettero un reggimento di artiglieria ciascuna, ognuno su 2 battaglioni di 3 batterie su 4 obici, per un totale di 24 obici. Dall'inizio del 1942 rimase solo un battaglione (2 batterie con 8 obici). Dal 1944 gli obici furono rimossi dall'organico delle divisioni da montagna.
Le divisioni motorizzate avevano due battaglioni misti di artiglieria su una batteria da 76,2 mm, due batterie da 122 mm, per un totale di 12 obici. Le divisioni di cavalleria fino al 1941 avevano due batterie di obici da 122 mm, per un totale di 8 pezzi, per poi essere rimossi.
Fino alla fine del 1941 le brigate fucilieri schieravano ognuna una batteria di 4 obici da 122 mm.
L'obice era anche in dotazione alle brigate obici della riserva del comando superiore, con una dotazione di 72-84 pezzi.
Dal 1930, il M1910/30 iniziò a rimpiazzare il M1910. Dal 1936 solo 44 vecchi M1910 rimasero in servizio, dei quali solo 2 operativi. Gli obici M1910/30 entrarono in azione in tutti i conflitti che coinvolsero l'Unione Sovietica tra le due guerre, in particolare nella battaglia di Khalkhin Gol e nella guerra d'inverno. A partire dal 1940 iniziò la sostituzione del pezzo con il nuovo 122 mm M1938, ma il 1 giugno 1941, alla vigilia dell'attacco tedesco, erano ancora in servizio 5.500 M1910/30 a fronte di 1.667 M1938. Esso continuò a servire in numeri significativi per tutta la durata della guerra, anche se la quantità scese notevolmente a partire dal 1942 a causa delle perdite in combattimento e della produzione di massa del nuovo obice.
Il M1910/30 venne anche installato sullo scafo del carro armato leggero T-26 per creare il semovente d'artiglieria SU-5, l'unico semovente sovietico adottato dall'Armata Rossa prima della guerra. Il 1 giugno 1941 l'esercito schierava 28 di questi mezzi.

#### Altri utilizzatori
Centinaia di M1910/30 caddero nelle mani della Wehrmacht nel 1941-1942 e vennero immessi in servizio con la denominazione 12,2 cm leFH 388(r). I tedeschi misero addirittura in produzione la munizione da 122 mm, con 424.000 proietti realizzati nel 1943, 696.700 nel 1944, 133.000 nel 1945.
L'Esercito finlandese catturò circa 30 obici di questo tipo durante la guerra d'inverno ed altri 145 durante la guerra di continuazione. Altri 72 di preda bellica vennero trasferiti dalla Germania nazista nel 1944. I finlandesi ridenominarono il pezzo 122 H/10-30. Questi pezzi spararono 369.744 proietti contro i russi, perdendo 20 pezzi. Gli obici rimasero in servizio anche dopo la fine della guerra. Generalmente apprezzato dagli artiglieri, difettava nella debolezza del freno di sparo. Nonostante ciò i finlandesi portarono allo standard M1910/30 circa 40 M1910 in loro possesso dai tempi della guerra civile: questi pezzi vennero denominati 122 H/10-40, usati nella guerra di continuazione.

## Munizionamento
| Munizionamento disponibile                                 |         |          |                    |                           |            |
| Tipo                                                       | Modello | Peso, kg | Peso carica HE, kg | Velocità alla volata, m/s | Gittata, m |
| Proietti perforanti                                        |         |          |                    |                           |            |
| HEAT (da maggio 1943)                                      | BP-460A |          |                    |                           |            |
| Proietti ad alto esplosivo ed a frammentazione             |         |          |                    |                           |            |
| HE-Frammentazione, acciaio (1.000 schegge efficaci a 30 m) | OF-462  | 21,76    | 3,67               | 364                       | 8.910      |
| Frammentazione, ferro acciaioso                            | O-462A  | 21,7     |                    | 364                       | 8.910      |
| Frammentazione, ferro acciaioso                            | О-460А  |          |                    |                           |            |
| HE, antiquata                                              | F-460   |          |                    | 344                       | 7.550      |
| HE, antiquata                                              | F-460N  |          |                    | 344                       | 7.550      |
| HE, antiquata                                              | F-460U  |          |                    | 344                       | 7.550      |
| HE, antiquata                                              | F-460K  |          |                    | 344                       | 7.550      |
| Shrapnel                                                   |         |          |                    |                           |            |
| Shrapnel con miccia da 45 sec                              | Sh-460  |          |                    | 343                       | 7.230      |
| Shrapnel con miccia T-6                                    | Sh-460T |          |                    | 342                       | 7.240      |
| Proietti a caricamento chimico                             |         |          |                    |                           |            |
| Frammentazione-chimica                                     | OH-462  |          |                    | 364                       | 8.950      |
| Chimica                                                    | H-462   | 21,8     | -                  | 366                       | 8.477      |
| Chimica                                                    | H-460   |          | -                  | 358                       | 7.700      |
| Altri proietti                                             |         |          |                    |                           |            |
| Illuminante                                                | S-462   |          | -                  | 340                       | 6.800      |
| Propaganda                                                 | A-462   |          | -                  | 364                       | 7.000      |
| Fumogena, acciaio                                          | D-462   |          |                    | 364                       | 8.910      |
| Fumogena, ferro acciaioso                                  | D-462A  |          |                    |                           |            |